# Hedysarum sauzakense
Hedysarum sauzakense är en ärtväxtart som beskrevs av Karl Heinz Rechinger. Hedysarum sauzakense ingår i släktet buskväpplingar, och familjen ärtväxter. Inga underarter finns listade i Catalogue of Life.